# Aeroportul Shamshernagar
Aeroportul Shamshernagar (IATA: ZHM, ICAO: VGSH) este un aeroport din Bangladesh ce deservește zona Maulvi Bazar⁠(d).
Situat la o altitudine de 23 m, aeroportul dispune de o singură pistă. Este operat de Civil Aviation Authority of Bangladesh⁠(d).